# 甲氏
甲氏，春秋时期赤狄部落的一支。在今山西省沁县一带。
甲氏开始在今襄垣县南、屯留县北。甲氏等赤狄部落以潞氏为盟主，共建北狄政权，以曲梁（今河北省鸡泽县）为国都，向东扩展，居于今河北省邯郸市永年区东北、曲周县一带。不断与晋国发生冲突，称雄华夏诸侯。周定王十三年（前594年），晋国击败赤狄诸部，灭潞氏，赤狄衰落，失去支柱，诸部分散。周定王十四年（前593年），晋国士会击灭甲氏，部众被献与周王，居地并入晋国。